# Wunderteam
Het Wunderteam (Wonderteam) was een bijnaam die gegeven werd aan het Oostenrijks nationaal voetbalelftal uit de jaren dertig. Het team dat door Hugo Meisl geleid werd slaagde erin om veertien wedstrijden achter elkaar ongeslagen te blijven tussen april 1931 en december 1932.

## Geschiedenis
De geboorte van het Wunderteam wordt gezien in een interland tegen Schotland. Schotland gold samen met Engeland als de moeder van het voetbal en was op het Europese vasteland nog ongeslagen. Het team nam de Schotse 2-3-5 speelwijze over en speelde ook met korte passen. Het nationaal elftal werd helemaal vernieuwd en er speelden bijna allemaal debutanten tegen de voetbalgrootmacht. Oostenrijk won verrassend met 5-0 voor 60 000 toeschouwers in het stadion van de Hohe Warte.
De club ging verder op zijn elan en gaf ook andere teams een veeg uit de pan: zo moesten Duitsland (5-0 en 6-0), Zwitserland (6-0) en Hongarije (8-2).
In 1932 won de club de Centraal Europese Internationale Beker, een voorloper van het EK, in de finale van Italië met 4-2.
Twee jaar later plaatste de club zich voor het WK 1934 na een overwinning tegen Bulgarije. Op het WK was Frankrijk de eerste tegenstander in de 1/8ste finale en werd met 3-2 verslagen. In de kwartfinale werd aartsrivaal Hongarije met 2-1 verslagen maar in de halve finale was de uiteindelijke wereldkampioen Italië te sterk voor de club (1-0). In de wedstrijd om de derde plaats ging de club ook nog ten onder tegen Duitsland.
Op de Olympische Spelen van 1936 won de club een zilveren medaille.

## Het einde
In 1937 overleed Meisl aan een hartaanval, waarmee de coach en architect achter het Wunderteam wegviel. Het definitieve eind kwam in 1938 met de Anschluss. Oostenrijk had zich zelfstandig gekwalificeerd voor het Wereldkampioenschap van 1938, evenals Duitsland, maar de regering in Berlijn verordonneerde dat een gezamenlijk team moest aantreden: zes Duitsers met vijf Oostenrijkers. Verschillende Oostenrijkse topspelers werden gedwongen op een andere manier en met andere teamgenoten te spelen dan ze waren gewend, terwijl anderen buiten de selectie gehouden werden. De FIFA bood de vrijgekomen plaats aan Engeland aan maar deze weigerden waardoor de extra plaats gewoon open bleef. Zweden kwalificeerde zich hierdoor direct voor de tweede ronde. Duitsland werd daarentegen al in de eerste ronde uitgeschakeld hetgeen tot dusver als Duitslands minst succesvolle WK geldt.
Het Wunderteam wordt door sommigen gezien als het begin van het 'totaalvoetbal'. Ernst Happel werd uiteindelijk Nederlands bondscoach en droeg hierdoor bij aan de goede prestaties op de WK's van 1974 en 1978. Het Oostenrijks elftal werd in 1954 nog derde op het Wereldkampioenschap, maar daarna werden de prestaties minder.

## Opstelling
|                                                 |                              | Doel Rudolf Hiden             |                         |            |
|                                                 | Roman Schramseis Karl Rainer |                               | Josef Blum Karl Sesta   |            |
|                                                 | Georg Braun Johann Mock      | Josef Smistik Leopold Hofmann | Karl Gall Walter Nausch |            |
| Karl Zischek                                    | Friedrich Gschweidl          | Matthias Sindelar             | Anton Schall            | Adolf Vogl |
| Captain: Matthias Sindelar, Trainer: Hugo Meisl |                              |                               |                         |            |